# ドラマ25
『ドラマ25』（ドラマトゥウェンティーファイブ）は、2017年4月から2024年3月まで毎週土曜日 0:52 - 1:23（金曜日深夜）、2024年4月から毎週土曜日 0:42 - 1:13（金曜日深夜）にテレビ東京系で放送されている連続ドラマ枠。

## 概要
元々から土曜日1時台枠名なしの連続ドラマ枠として、前後半に分けて放送していたが、このうちの前半枠にゾーン愛称が制定されたものである。
2024年10月期、2025年4月期は休止（再放送枠となっていた）。

## 作品
|        | 作品名                                            | 放送期間            | 主演 | 制作                                                                                               | 原作 |
| 2017年 | 2017年                                            | 2017年              | 2017年 | 2017年                                                                                             | 2017年 |
| ------ | ------------------------------------------------- | ------------------- | --- | -------------------------------------------------------------------------------------------------- | --- |
| 1      | SR サイタマノラッパー〜マイクの細道〜             | 04月08日 - 06月24日 | 駒木根隆介 水澤紳吾 奥野瑛太 | 電通                                                                                               | - |
| 2      | デッドストック〜未知への挑戦〜                    | 07月22日 - 09月30日 | 村上虹郎 | ラインバック                                                                                       | - |
| 3      | セトウツミ                                        | 10月14日 - 12月23日 | 高杉真宙 葉山奨之 | ブロードメディア・スタジオ                                                                         | 此元和津也 |
| 2018年 |                                                   |                     | | | |
| 4      | ドキュメンタリードラマ MASKMEN                    | 01月13日 - 03月24日 | 斎藤工 くっきー（野性爆弾） | イースト・ファクトリー                                                                             | |
| 5      | 宮本から君へ                                      | 04月07日 - 06月30日 | 池松壮亮 | 松竹撮影所                                                                                         | 新井英樹 |
| 6      | インベスターZ                                     | 07月14日 - 09月29日 | 清水尋也 | S・D・P                                                                                            | 三田紀房 |
| 7      | ドキュメンタリードラマ このマンガがすごい!        | 10月06日 - 12月22日 | 森山未來 東出昌大 森川葵 でんでん 中川大志 新井浩文 塚本晋也 平岩紙 山本浩司 山本美月 神野三鈴 番組ナビゲーター：蒼井優                 | C&Iエンタテインメント                                                                              | 藤田和日郎 村上もとか 滝本竜彦・大岩ケンヂ 赤塚不二夫 皆川亮二 古谷実 つげ義春 サメマチオ ビーパパス・さいとうちほ 手塚治虫 大橋裕之 |
| 2019年 |                                                   |                     | | | |
| 8      | 日本ボロ宿紀行                                    | 01月26日 - 04月13日 | 深川麻衣 | 共同テレビジョン                                                                                   | 原案：上明戸聡 |
| 9      | 四月一日さん家の                                  | 04月20日 - 07月06日 | ときのそら 猿楽町双葉 響木アオ （バーチャルユーチューバー）                                                                             | ハロー                                                                                             | |
| 10     | サ道（第1シーズン）                               | 07月20日 - 10月05日 | 原田泰造 | イースト・エンタテインメント                                                                       | タナカカツキ |
| 11     | ひとりキャンプで食って寝る                        | 10月19日 - 12月28日 | 三浦貴大 夏帆 | 東京テアトル                                                                                       | |
| 2020年 |                                                   |                     | | | |
| 12     | 絶メシロード（season1）                           | 01月25日 - 04月11日 | 濱津隆之 | テレコムスタッフ                                                                                   | 原案：畑中翔太（博報堂ケトル） |
| 13     | 捨ててよ、安達さん。                              | 04月18日 - 07月04日 | 安達祐実 | S・D・P                                                                                            | - |
| 13     | 女子グルメバーガー部                              | 07月11日 - 09月26日 | 瑛茉ジャスミン 大原優乃 北村優衣 佐々木美玲（日向坂46） 福田愛依 松田るか 松本妃代 宮﨑優 宮下かな子 矢島舞美 山口まゆ 横田真悠         | the ROOM                                                                                           | - |
| 14     | 歴史迷宮からの脱出〜リアル脱出ゲーム×テレビ東京〜 | 10月03日 - 11月07日 | 福本莉子 | 大映テレビ                                                                                         | - |
| 15     | 猫                                                | 11月14日 - 12月19日 | 小西桜子 前田旺志郎 | S・D・P                                                                                            | 原案：あいみょん・DISH//「猫」 |
| 2021年 |                                                   |                     | | | |
| 16     | 直ちゃんは小学三年生（第1シリーズ）               | 01月09日 - 02月13日 | 杉野遥亮 | ラインバック                                                                                       | |
| 17     | 東京怪奇酒                                        | 02月20日 - 03月27日 | 杉野遥亮 | ラインバック                                                                                       | 清野とおる |
| 18     | ソロ活女子のススメ                                | 04月03日 - 06月19日 | 江口のりこ | 株式会社ライス                                                                                     | 朝井麻由美 |
| 19     | サ道2021 （第2シーズン）                          | 07月10日 - 09月25日 | 原田泰造 | イースト・エンタテインメント                                                                       | タナカカツキ |
| 20     | おしゃ家ソムリエおしゃ子!2                        | 10月09日 - 12月25日 | 矢作穂香 | ラインバック                                                                                       | かっぴー |
| 2022年 |                                                   |                     | | | |
| 21     | 鉄オタ道子、2万キロ                               | 01月08日 - 03月26日 | 玉城ティナ | C&Iエンタテインメント                                                                              | |
| 22     | 先生のおとりよせ                                  | 04月09日 - 06月25日 | 向井理 北村有起哉 | ジャンゴフィルム                                                                                   | 中村明日美子 榎田ユウリ |
| 23     | 晩酌の流儀                                        | 07月02日 - 08月20日 | 栗山千明 | 株式会社DASH                                                                                       | |
| 24     | 絶メシロード（season2）                           | 08月27日 - 10月15日 | 濱津隆之 | テレコムスタッフ                                                                                   | 原案：畑中翔太（博報堂ケトル） |
| 25     | 真相は耳の中                                      | 10月22日 - 12月24日 | 伊原剛志 | BABEL LABEL Spotify（協力）                                                                        | 原案：畑中翔太（博報堂ケトル） |
| 2023年 |                                                   |                     | | | |
| 26     | 花嫁未満エスケープ （完結編）                     | 01月07日 - 28日     | 岡崎紗絵 | ホリプロ                                                                                           | 原案：小川まるに |
| 27     | 全力で、愛していいかな?                           | 02月04日 - 03月25日 | 桜庭ななみ | ジェネレートワン FCC（協力）                                                                       | さんずい尺 |
| 28     | クールドジ男子                                    | 04月15日 - 07月01日 | 中本悠太（NCT 127) 藤岡真威人 桜田通 川西拓実（JO1）                                                                                    | ROBOT                                                                                              | 那多ここね |
| 29     | 晩酌の流儀2                                       | 07月08日 - 09月23日 | 栗山千明 | 株式会社DASH                                                                                       | - |
| 30     | こむぎの満腹記                                    | 09月30日 - 10月07日 | 原菜乃華 | THE ONE                                                                                            | - |
| 31     | すべて忘れてしまうから                            | 10月14日 - 12月16日 | 阿部寛 | C&I エンタテインメント                                                                             | 燃え殻 |
| 2024年 |                                                   |                     | | | |
| 32     | ハコビヤ                                          | 01月13日 - 03月02日 | 田辺誠一 | カーツメディアワークス 楽映舎（協力）                                                              | - |
| 33     | これから配信はじめます                            | 03月09日 - 30日     | 松井愛莉 加藤史帆（日向坂46） 小笠原海（超特急） 堀家一希 池田鉄洋                                                                      | PROTX DeNA（協力）                                                                                 | - |
| 34     | 季節のない街                                      | 04月06日 - 06月08日 | 池松壮亮 | オフィスアッシュ                                                                                   | 山本周五郎 |
| 35     | 晩酌の流儀3                                       | 06月29日 - 09月21日 | 栗山千明 | 株式会社DASH                                                                                       | |
| 36     | 絶メシロード 2024                                 | 12月21日 - 28日     | 濱津隆之 | テレコムスタッフ                                                                                   | 原案：『絶メシリスト』（博報堂ケトル）                                                                                               |
| 2025年 |                                                   |                     | | | |
| 37     | 風のふく島                                        | 01月11日 - 03月29日 | 青木柚 大友康平 北乃きい 黒木華 小西桜子 桜井ユキ 佐藤大樹（EXILE / FANTASTICS） 渋川清彦 駿河太郎 豊本明長（東京03） 本田響矢 三浦貴大 | さざなみ 福島イノベーション・コースト構想推進機構（協力） ふくしま12市町村移住支援センター（協力） | - |
| 38     | 晩酌の流儀4 〜夏編〜                              | 06月28日 -          | 栗山千秋 | 楽映舎                                                                                             | - |
| 39     | 晩酌の流儀4 〜秋・冬編〜                          | 10月 -              | 栗山千秋 | | - |

## 各局の放送作品
放送時間は各作品の項目を参照。BSテレ東は1クール遅れ。
| 放送対象地域   | 放送局                   | 系列           | 備考 |
| -------------- | ------------------------ | -------------- | --- |
| 関東広域圏     | テレビ東京（TX）         | テレビ東京系列 | 製作局 |
| 北海道         | テレビ北海道（TVh）      | テレビ東京系列 | 全作品放送 |
| 愛知県         | テレビ愛知（TVA）        | テレビ東京系列 | 全作品放送 |
| 大阪府         | テレビ大阪（TVO）        | テレビ東京系列 | 全作品放送 |
| 福岡県         | TVQ九州放送（TVQ）       | テレビ東京系列 | 全作品放送 |
| 岡山県・香川県 | テレビせとうち（TSC）    | テレビ東京系列 | 1. セトウツミ 2. MASKMEN 3. インベスターZ 4. サ道 5. ひとりキャンプで食って寝る 6. 捨ててよ、安達さん。 7. ソロ活女子のススメ 8. サ道2021 9. 東京怪奇酒 10. 先生のおとりよせ 11. 鉄オタ道子、2万キロ 12. 花嫁未満エスケープ 完結編 13. 全力で、愛していいかな? までは遅れネット放送。 14. クールドジ男子から同時ネット放送。 |
| 福島県         | 福島テレビ（FTV）        | フジテレビ系列 | 1. SR サイタマノラッパー〜マイクの細道〜 2. MASKMEN 3. 宮本から君へ |
| 福島県         | 福島中央テレビ（FCT）    | 日本テレビ系列 | 1. セトウツミ |
| 岩手県         | 岩手朝日テレビ（IAT）    | テレビ朝日系列 | 1. MASKMEN |
| 青森県         | 青森朝日放送（ABA）      | テレビ朝日系列 | 1. インベスターZ |
| 青森県         | 青森テレビ（ATV）        | TBS系列        | 1. このマンガがすごい! 2. ひとりキャンプで食って寝る |
| 宮城県         | 東北放送（tbc）          | TBS系列        | 1. 直ちゃんは小学三年生 2. おしゃ家ソムリエおしゃ子!2 |
| 宮城県         | ミヤギテレビ（MMT）      | 日本テレビ系列 | 1. ひとりキャンプで食って寝る 2. サ道 3. サ道2021 4. 先生のおとりよせ |
| 宮城県         | 仙台放送（OX）           | フジテレビ系列 | 1. 鉄オタ道子、2万キロ |
| 山形県         | テレビユー山形（TUY）    | TBS系列        | 1. MASKMEN 2. 宮本から君へ 3. ソロ活女子のススメ |
| 山形県         | さくらんぼテレビ（SAY）  | フジテレビ系列 | 1. サ道2021 |
| 静岡県         | 静岡放送（SBS）          | TBS系列        | 1. 宮本から君へ |
| 鹿児島県       | 南日本放送（MBC）        | TBS系列        | 1. MASKMEN 2. 宮本から君へ |
| 新潟県         | テレビ新潟（TeNY）       | 日本テレビ系列 | 1. 女子グルメバーガー部 2. ソロ活女子のススメ |
| 新潟県         | 新潟放送（BSN）          | TBS系列        | 1. ひとりキャンプで食って寝る 2. 直ちゃんは小学三年生 |
| 新潟県         | NST新潟総合テレビ（NST） | フジテレビ系列 | 1. サ道2021 2. サ道 3. 晩酌の流儀 4. 晩酌の流儀2 5. ハコビヤ |
| 新潟県         | 新潟テレビ21（UX）       | テレビ朝日系列 | 1. 花嫁未満エスケープ 完結編 |
| 石川県         | 石川テレビ（ITC）        | フジテレビ系列 | 1. セトウツミ 2. 宮本から君へ 3. 絶メシロード |
| 石川県         | 北陸放送（MRO）          | TBS系列        | 1. インベスターZ 2. サ道 |
| 石川県         | テレビ金沢（KTK）        | 日本テレビ系列 | 1. このマンガがすごい! 2. ひとりキャンプで食って寝る |
| 島根県・鳥取県 | 山陰中央テレビ（TSK）    | フジテレビ系列 | 1. 宮本から君へ |
| 島根県・鳥取県 | 山陰放送（BSS）          | TBS系列        | 1. おしゃ家ソムリエおしゃ子!2 |
| 熊本県         | テレビ熊本（TKU）        | フジテレビ系列 | 1. セトウツミ 2. MASKMEN 3. 宮本から君へ 4. インベスターZ |
| 広島県         | テレビ新広島（tss）      | フジテレビ系列 | 1. ひとりキャンプで食って寝る |
| 広島県         | 中国放送（RCC）          | TBS系列        | 1. サ道 2. 先生のおとりよせ 3. 絶メシロード season2 |
| 滋賀県         | びわ湖放送（BBC）        | 独立局         | 1. セトウツミ |
| 奈良県         | 奈良テレビ（TVN）        | 独立局         | 1. デッドストック〜未知への挑戦〜 2. MASKMEN 3. 宮本から君へ 4. インベスターZ 5. このマンガがすごい! 6. 日本ボロ宿紀行 7. 四月一日さん家の |
| 和歌山県       | テレビ和歌山（WTV）      | 独立局         | 1. デッドストック〜未知への挑戦〜 2. MASKMEN 3. 宮本から君へ 4. インベスターZ 5. このマンガがすごい! 6. 日本ボロ宿紀行 7. 四月一日さん家の |
| 日本全国       | BSテレ東                 | BS放送         | 1. セトウツミ 2. 宮本から君へ 3. インベスターZ 4. このマンガがすごい! 5. 日本ボロ宿紀行 6. 四月一日さん家の 7. サ道 8. ひとりキャンプで食って寝る 9. 絶メシロード 10. 捨ててよ、安達さん。 11. 女子グルメバーガー部 12. 歴史迷宮からの脱出〜リアル脱出ゲーム×テレビ東京〜 13. 猫                                             |

## ネット配信
- ひかりTVでは放送枠設定当初から[3]『鉄オタ道子、2万キロ』（2022年1月期）まで、Paraviでは『ひとりキャンプで食って寝る』（2019年10月期）から[4]『鉄オタ道子、2万キロ』まで、Amazon Prime Videoでは『先生のおとりよせ』（2022年4月期）を、地上波放送の一週前に定額見放題で先行配信。
- 『晩酌の流儀』（2022年7月期）はParavi、U-NEXT、Amazon Prime Videoで、『絶メシロード season2』（2022年8月期）はひかりTV、Paraviで、『真相は耳の中』（2022年10月期）はひかりTV、Paravi、U-NEXT、Amazon Prime Videoで、『花嫁未満エスケープ 完結編』（2023年1月期）はParavi、U-NEXTで、『全力で、愛していいかな?』（2023年2月期）はU-NEXTで、『クールドジ男子』（2023年4月期）はLeminoで、『晩酌の流儀2』（2023年7月期）、『こむぎの満腹記』（2023年9月 - 10月）は、U-NEXT、Amazon Prime Videoで、各話テレビ東京での放送終了後より定額見放題で配信。
- 『すべて忘れてしまうから』（2023年10月期）は2022年9月14日からDisney+で先行配信されている。
- ネットもテレ東（公式サイト、TVer）[注 6]ではテレビ東京での放送終了後[注 7]に最新回が広告付き無料で視聴可能（『先生のおとりよせ』を除く）。
- 視聴者参加型番組である『歴史迷宮からの脱出～リアル脱出ゲーム×テレビ東京～』（2020年10月期）は、ネットもテレ東、TVerが地上波放送と同時配信、ひかりTV、Paraviは地上波放送終了後の配信となっていた。